# Campeonato Mundial de Ciclismo en Pista de 1966
El LXIII Campeonato Mundial de Ciclismo en Pista se celebró en Fráncfort (Alemania Occidental) entre el 29 de agosto y el 4 de septiembre de 1966 bajo la organización de la Unión Ciclista Internacional (UCI) y la Federación Alemana de Ciclismo.
Las competiciones se realizaron en el Waldstadion de la ciudad germana. En total se disputaron 11 pruebas, 10 masculinas (3 profesionales y 6 amateur) y 2 femeninas.

## Medallistas

### Masculino profesional
| Evento                 | Oro                        | Plata                      | Bronce                   |
| ---------------------- | -------------------------- | -------------------------- | ------------------------ |
| Velocidad individual   | Giuseppe Beghetto · Italia | Ronald Baensch Australia   | Sante Gaiardoni · Italia |
| Persecución individual | Leandro Faggin · Italia    | Ferdinand Bracke · Bélgica | Dieter Kemper RFA        |
| Medio fondo            | Romain De Loof · Bélgica   | Ehrenfried Rudolph RFA     | Leo Proost · Bélgica     |

### Masculinoamateur
| Evento                  | Oro                                                                            | Plata                                                        | Bronce                                                              |
| ----------------------- | ------------------------------------------------------------------------------ | ------------------------------------------------------------ | ------------------------------------------------------------------- |
| Velocidad individual    | Daniel Morelon Francia                                                         | Pierre Trentin Francia                                       | Omar Pjakadze URSS                                                  |
| Persecución individual  | Tiemen Groen · Países Bajos                                                    | Jiří Daler Checoslovaquia                                    | Giorgio Ursi · Italia                                               |
| Persecución por equipos | Italia · Cipriano Chemello · Antonio Castello · Luigi Roncaglia · Gino Pancino | RFA Karl-Heinz Henrichs Herbert Honz Jürgen Kißner Karl Link | URSS Viktor Bykov Mijail Koliushev Stanislav Moskvin Leonid Vukolov |
| 1 km contrarreloj       | Pierre Trentin Francia                                                         | Paul Seye · Bélgica                                          | Frans van de Ruit · Países Bajos                                    |
| Medio fondo             | Piet de Wit · Países Bajos                                                     | Bert Romijn · Países Bajos                                   | Christian Giscos Francia                                            |
| Tándem                  | Francia Daniel Morelon Pierre Trentin                                          | RFA Klaus Kobusch Martin Stenzel                             | Italia · Walter Gorini · Giordano Turrini                           |

### Femenino
| Evento                 | Oro                      | Plata                     | Bronce               |
| ---------------------- | ------------------------ | ------------------------- | -------------------- |
| Velocidad individual   | Irina Kirichenko URSS    | Valentina Savina URSS     | Heidi Blobner RDA    |
| Persecución individual | Beryl Burton Reino Unido | Yvonne Reynders · Bélgica | Hannelore Mattig RDA |

## Medallero
| Núm. | País           | Oro | Plata | Bronce | Total |
| ---- | -------------- | --- | ----- | ------ | ----- |
| 1    | Francia        | 3   | 1     | 1      | 5     |
| 2    | Italia         | 3   | 0     | 3      | 6     |
| 3    | Países Bajos   | 2   | 1     | 1      | 4     |
| 4    | Bélgica        | 1   | 3     | 1      | 5     |
| 5    | URSS           | 1   | 1     | 2      | 4     |
| 6    | Reino Unido    | 1   | 0     | 0      | 1     |
| 7    | RFA            | 0   | 3     | 1      | 4     |
| 8    | Australia      | 0   | 1     | 0      | 1     |
| 8    | Checoslovaquia | 0   | 1     | 0      | 1     |
| 10   | RDA            | 0   | 0     | 2      | 2     |
|      | TOTAL          | 11  | 11    | 11     | 33    |